# Serhij Klujew
Serhij Petrowycz Klujew, ukr. Сергій Петрович Клюєв (ur. 19 sierpnia 1969 w Doniecku) – ukraiński polityk i przedsiębiorca, z wykształcenia inżynier górnictwa. Brat Andrija Klujewa.

## Życiorys
Absolwent politechniki donieckiej, na której ukończył inżynierię górnictwa. Od 1992 obejmował kierownicze stanowiska w przedsiębiorstwach przemysłowych w Doniecku i powiększał kontrolowane przez rodzinę aktywa (głównie w branży metalurgicznej i finansowej). Wartość majątku braci Klujew, regularnie umieszczanych na listach najbogatszych Ukraińców, w 2008 szacowano na 635 milionów dolarów.
Serhij Klujew zaangażował się w działalność polityczną w ramach Partii Regionów. W latach 2002–2006 był członkiem rady regionalnej obwodu donieckiego, do 2005 jako jej wiceprzewodniczący. W 2006 i w 2007 z listy krajowej swojego ugrupowania i w 2012 w okręgu jednomandatowym był wybierany do Rady Najwyższej. W 2014 po wydarzeniach tzw. Euromajdanu objęty zamrożeniem aktywów w ramach Unii Europejskiej. W tym samym roku Serhij Klujew formalnie wystąpił z PR i jej frakcji poselskiej. Obronił następnie mandat deputowanego jako kandydat bezpartyjny i niezależny w jednym z okręgów wyborczych obwodu donieckiego.